# Aturiidae
Aturiidae zijn een uitgestorven familie uit de orde Nautilida.

## Geslachten
- Aturia Bronn, 1838 †